# 道の駅さるふつ公園
道の駅さるふつ公園（みちのえき さるふつこうえん）は、北海道宗谷郡猿払村にある国道238号の道の駅である。
国土交通省から防災道の駅に選定されている。
稚内市の道の駅わっかないが道の駅に登録される前までは、日本最北端の道の駅であった。

## 主な施設
- 駐車場
  - 普通車：112台
  - 大型車：28台
  - 身障者用：5台
- トイレ（いずれも24時間利用可能）
  - 男：大 3器、小 8器
  - 女：12器
  - 身障者用：2器
- 公衆電話：2台
- 観光案内所

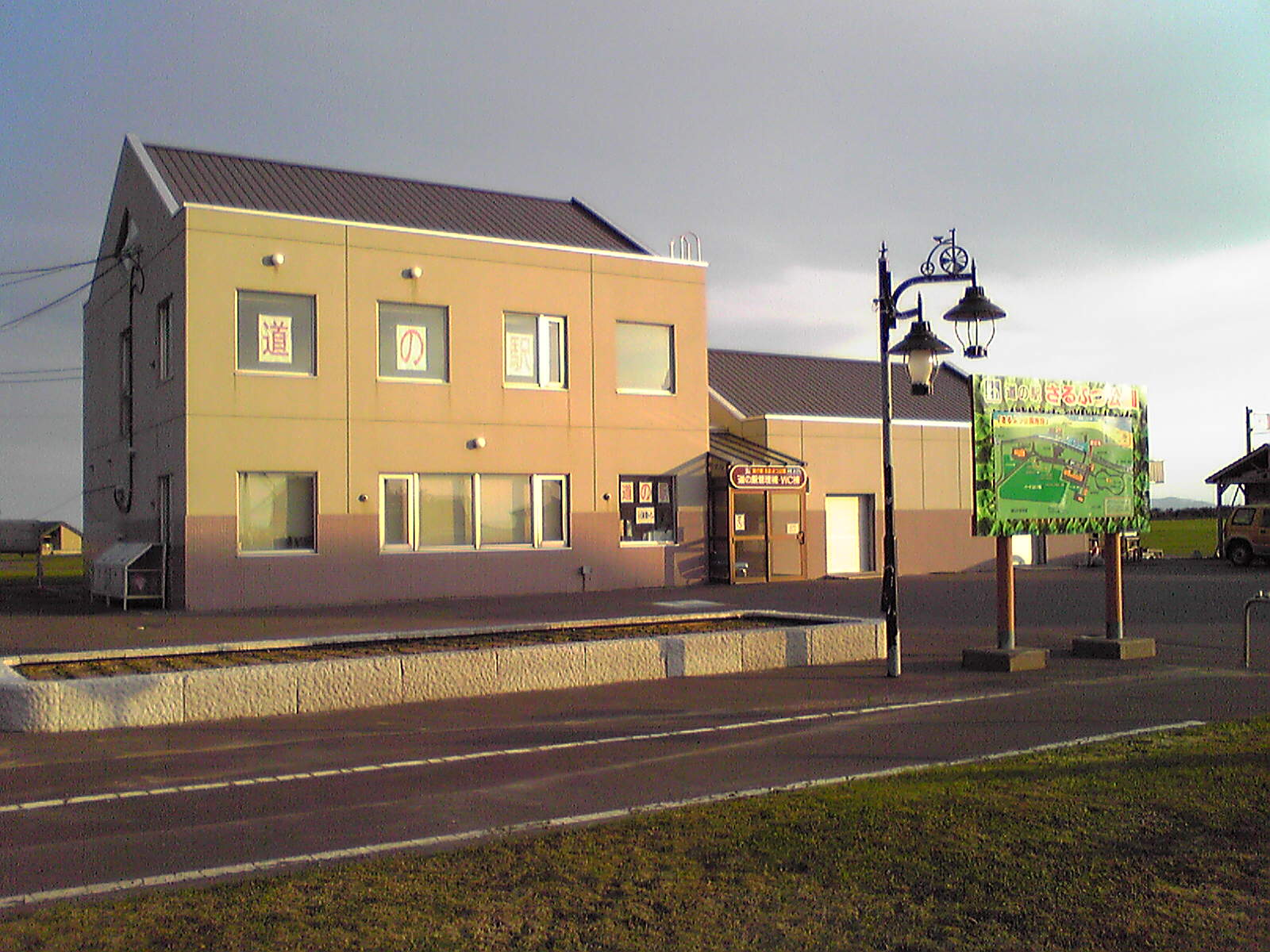
道の駅管理棟

- 売店（道の駅管理棟横）※営業時間は 10:00 - 20:00
- レストラン「風雪」
- ホテルさるふつ
  - 売店 ※営業時間は、8:00 - 18:00
  - レストラン ※営業時間は 11:00 - 14:00、17:00 - 20:00
- 公衆浴場「憩いの湯」（旧さるふつ温泉）

## 休館日
- 年末年始
- 毎週火曜日 （道の駅管理棟横売店、冬季定休日有り）

## アクセス
- 国道238号

## 周辺
- 猿払村営牧場[2]
- インディギルカ号遭難者慰霊碑

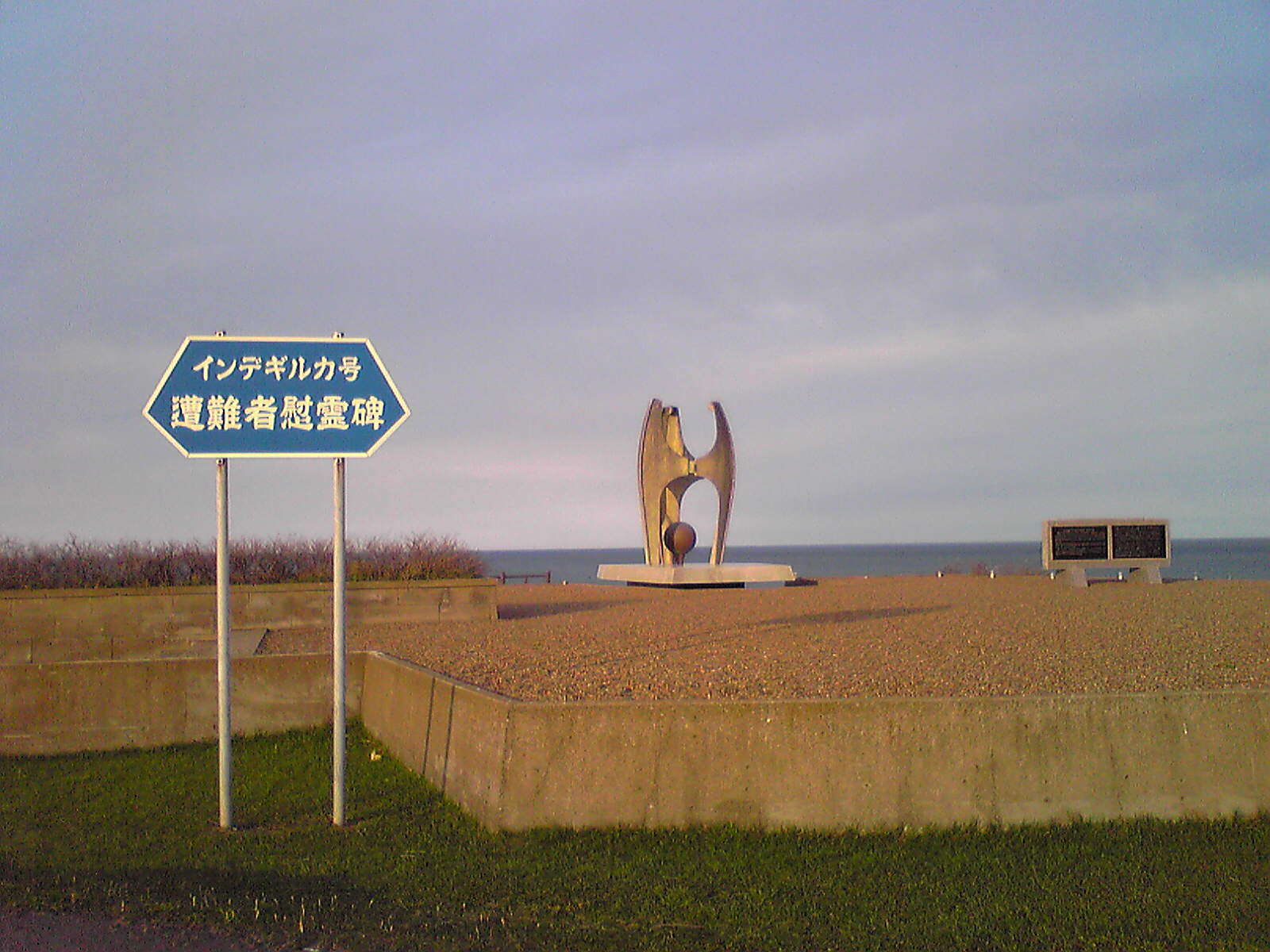
インディギルカ号遭難者慰霊碑

- 宗谷バス天北宗谷岬線「さるふつ公園前」バス停